# René-Charles de Maupeou

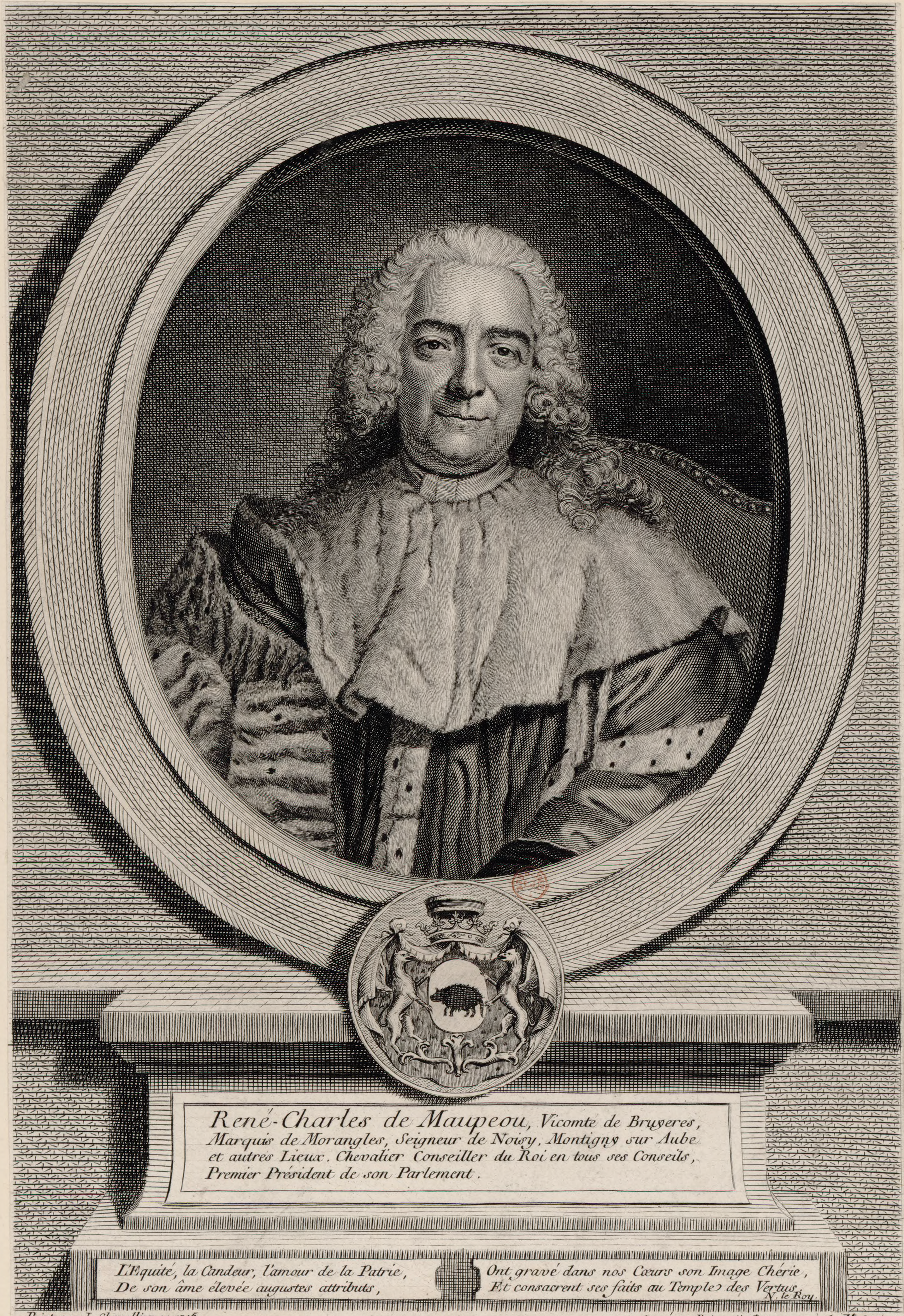

René-Charles de Maupeou (* 11. Juni 1688 in Paris; † 4. April 1775 ebenda), Herr des Marquisats La Mothe-Chandeniers, Vicomte de Bruyères, war ein französischer Magistrat und Staatsmann. Er machte Karriere im Parlement von Paris, zunächst als Maître des requêtes, dann als Président à mortier und schließlich als Erster Präsident. Im Jahr 1763 wurde er zum Siegelbewahrer und Vizekanzler ernannt. Er bekleidete das höchste Staatsamt fünf Jahre lang, bevor er de jure 24 Stunden lang Kanzler von Frankreich war.

## Leben
René-Charles de Maupeou war der Sohn von René de Maupeou, Seigneur de La Motte-Messemé († 1710), und Geneviève-Charlotte Le Noir († 1759). Sein Vater hatte im Régiment des Gardes françaises gedient und war dort 1678 Leutnant. Er verließ die Armee kurz nach dem Tod seiner Brüder François und Antoine in der Schlacht von Saint-Denis am 14. August 1678. Anschließend wurde er 1683 als Berater in das Parlement von Paris aufgenommen und 1691 Präsidenten der Première Chambre des enquêtes.
René-Charles, zunächst Anwalt im Châtelet (1708), wurde im August 1710 Berater in der Première Chambre des enquêtes. Am 24. Februar 1712 wurde er als Berater des Königs und Maître des requêtes.

### Président à mortier
Am 2. August 1717 kehrte er in das Parlement von Paris zurück, indem er das Amt des Président à mortier von Jean-Jacques Charron, Marquis de Ménars, kaufte. Zu diesem Kauf notierte Saint-Simon: „Maupeou, Maître des requêtes, schloss einen außerordentlichen Vertrag mit Ménars, Président à mortier, um sich dessen Amt zu sichern und es ihm unter bestimmten Bedingungen lebenslang zur Nutzung zu überlassen. Der Preis betrug 750.000 Livres und 20.000 als Bestechungsgelder. Ich erwähne diese Bagatelle nur, weil derselbe Maupeou Erster Präsident wurde und seinem Sohn sein Amt als Président à mortier übertrug, beide mit gutem Ruf.“ Trotz dieses exorbitanten Preises machte Maupeou ein gutes Geschäft, da Ménars bereits im folgenden Jahr starb und er am 23. März 1718 das Amt in Besitz nahm und somit mit dreißig Jahren einer der jüngsten Präsidenten der Grande Chambre war.

### Erster Präsident
25 Jahre später war er der dienstälteste Präsident des Parlements und dies war wohl einer der Gründe, die Ludwig XV. dazu bewogen, ihn an die Spitze des Pariser Parlements zu setzen, indem er ihn am 1. Oktober 1743 zum Ersten Präsidenten ernannte. Es gab auch noch andere Qualitäten, die ihn für dieses wichtige Amt auswiesen: „Er war von edler und majestätischer Statur und hatte ein prächtiges Gesicht ... Er war ausgezeichnet bei glanzvollen Anlässen, bei denen es auf Repräsentation ankam; an der Spitze des Parlements war er ein prächtiger Armeegeneral ... Am Hof wusste er, wie er seine Gesellschaft dazu bringen konnte, alles zu tun, was ihr zustand, mit einer Höhe und einem Adel, die ihn von den Höflingen respektiert wurden ... Er war übrigens insgesamt ein recht guter Mann ...“.
Diese wenigen Züge aus der Feder Gaillards, der mit den Lamoignons befreundet war und Maupeou daher nicht mochte, werden von Saint-Simon bestätigt, der über ihn schrieb, dass er „eine sehr schöne Gestalt und auch ein sehr guter Mensch war...“. Da der Herzog jedoch kaum ein Lob aussprechen kann, ohne es mit ein paar Bosheiten abzumildern, fügt er hinzu: „Der Kardinal von Rohan kaufte seine kostbare Bibliothek, die die von M. de Thou war, die für beide ein Möbelstück mit sehr großer Uhr, aber sehr wenig Gebrauch war.“ Er hatte einen ausgeprägten Sinn für Prunk, der nicht ohne einen Hauch von Eitelkeit auskam, führte einen verschwenderischen Lebensstil, hatte – wie der Marquis d’Argenson berichtet – „die größte Tafel und das beste Essen, das je ein Magistrat zubereitet hat“ und hielt das ganze Jahr über ein offenes Haus, im Winter in Paris und im Sommer auf seinem Landsitz Bruyères.
Dieses Verhalten ist eher das eines Höflings als das eines Ersten Präsidenten. In Versailles, wo Ludwig XV. ihm eine Wohnung gewährt hatte, war er sehr angesehen – tatsächlich gelang es René-Charles de Maupeou fünf Jahre lang, seine Umgebung unter Kontrolle zu halten, zumal er war bei den anderen Amtsinhabern beliebt war, die seine Gewandtheit, die Vornehmheit seiner Rede und die Würde, mit der er den Vorsitz führt, schätzten.
René-Charles de Maupeou wurde jedoch vorgeworfen, dass er sein politisches Handeln den eigenen Interessen untergeordnet habe: er unterstützte den Hof, solange er glaubte, aus dieser Haltung Vorteile ziehen zu können, hoffte Kanzler zu werden – und als der Kanzler d’Aguesseau am 27. November 1750 zurücktrat und der Erste Präsident der Cour des Aides, Guillaume de Lamoignon de Blancmesnil, die Stelle erhielt, ging Maupeou aus Verärgerung darüber in die Opposition. Zwar wurde Lamoignon mit einem kleineren Ressort ausgestattet, da die Siegel gleichzeitig Jean Baptiste de Machault d’Arnouville übertragen wurden – was jedoch nur ein weiterer Affront für Maupeou war, da diese Kombination eine Art Nachfolgeversprechen für Machault zu beinhalten schien.
Von da an wusste Maupeou, so Kardinal de Bernis, „dass ihm kein anderes Mittel blieb, sich ansehnlich zu machen und gesucht zu werden, als sich ganz an seine Umgebung zu binden.“ Er führte im Streit um die Verweigerung von Sakramenten den parlamentarischen Widerstand gegen den Erzbischof von Paris und der königlichen Macht an. Die Beschwerdeschriften (Remontrances) folgten aufeinander und nahmen fast täglich den Weg nach Versailles, bis zu den berühmten „Grandes Remontrances“ von 1753, die Ludwig XV. nicht entgegennehmen wollte und die den Kampf so sehr verschärften, dass das Parlement (zum dritten Mal nach 1652 und 1720) nach Pontoise verbannt wurde. Der Erste Präsident mochte nun zwar seine Bequemlichkeit in Versailles vermissen, aber er hatte zumindest den Ausgleich der Popularität: die öffentliche Meinung, die für die Jansenisten war, hob ihn in den Himmel.
Doch schon bald wurde aus dem Exil in Pontoise das Exil in Soissons (bis Herbst 1754). René-Charles de Maupeou hungerte dort, hatte große Geldsorgen und schien Versailles zu vermissen. Der Hof nutzte die Gelegenheit, um zu verhandeln – und der Hof scheint dem Ersten Präsidenten das Angebot gemacht zu haben, seine Schulden zu begleichen, was nicht unwahrscheinlich ist. Maupeou jedenfalls machte seinen Einfluss auf die Exilierten – die wohl alle den Wunsch verspürten, zurückzukehren – zugunsten einer Unterwerfung geltend.
Schließlich verlief alles ehrenhaft, und als René-Charles de Maupeou zum ersten Mal wieder den Spiegelsaal von Versailles betrat, hatte er laut Barbier „die Gestalt eines Apollon auf dem Parnass, und jeder reihte sich ein, um ihm Platz zu machen“. Und als im Dezember 1754 Erzbischof Beaumont nach Conflans verbannt wurde, machte dies „dem Ersten Präsidenten de Maupeou große Ehre und machte ihn zu einem Staatsmann“.
Aber genau in dem Moment, in dem er fast zu Ruhm gelangt, schien seine persönliche Karriere so gut wie beendet. Er hatte nämlich einen Sohn namens René-Nicolas, dem er sein Amt als Président à mortier übertragen hatte. Dieser Sohn, der nicht die Ansichten seines Vaters über Politik und den Nutzen der Popularität hatte, gewann von Tag zu Tag mehr an Einfluss auf ihn. Der Erste Präsident, der in Pontoise die parlamentarische Unabhängigkeit verkörpert hatte, wechselte nun endgültig die Seiten und schlug sich auf die Seite des Hofes und des Königs. Die beiden Männer erarbeiteten eine „Déclaration“, mit der die politischen Rechte des Pariser Parlements eingeschränkt werden sollten und die der König am 10. Dezember 1756 veröffentlichte. Erwartungsgemäß weigerte sich das Parlement energisch, die Erklärung zu registrieren, und Ludwig XV. sah sich aus Angst vor neuen Schwierigkeiten gezwungen, sie zurückzuziehen. Der Président à mortier war zu schnell vorgegangen und der Erste Präsident hielt den Kopf hin: Seine Kollegen, die über diesen Versuch eines Staatsstreichs empört waren, zeigten ihm eine so große Feindseligkeit, dass er gezwungen war, seinen Rücktritt einzureichen (22. September 1757): „Nachdem er alle verraten hatte, hatte er das Vertrauen aller verloren“. Der König ernannte Mathieu-François Molé zu seinem Nachfolger.

### Siegelbewahrer und Vizekanzler
René-Charles de Maupeou hatte nun die Ungnade des Parlements, aber nicht die des Königs. Tatsächlich ließ die Rückkehr der Gnade sieben Jahre auf sich warten, war dann aber ebenso strahlend wie unerwartet. Nach dem Rücktritt des ersten Präsidenten Molé entschloss sich Ludwig XV., der der parlamentarischen Kritik überdrüssig war, die Oberhäupter der Richterschaft auszutauschen; er entzog Feydeau de Brou die Siegel, verbannte Kanzler Lamoignon – der sich hartnäckig weigerte, zurückzutreten – auf sein Landgut Malesherbes und rief René de Maupeou zurück, an den man kaum noch dachte, gab ihm die Siegel und ernannte ihn am 3. Oktober 1763 zum Vizekanzler.
Mit 75 Jahren erreichte er also den ersten Platz, den er so sehr angestrebt hatte. Er selbst mag nicht das nötige Format gehabt haben, um es zu halten, aber in seiner Nähe war sein Sohn, und wie Lebrun später schrieb: „Was die Arbeit, die geistigen Ressourcen und die Charakterstärke betrifft, so zählte die Regierung auf den Sohn.“ Dieser Sohn war im Zuge der Neuordnung der Justiz zum Ersten Präsidenten aufgestiegen; sein Vater ließ ihn von da an handeln. In den fünf Jahren, in denen er Vizekanzler war, konnte er sich nur schlecht mit den Schwierigkeiten arrangieren, die jeden Tag in den Provinzparlamenten auftauchten, die sich weigerten, die Édits bursaux zur Verbesserung der Situation der Staatskasse zu registrieren, zumal diese Fragen nur Themen nur schwer zu regeln waren und nur eine tiefgreifende Reform die parlamentarische Obstruktion hätte überwinden können, die die Ausübung der königlichen Macht von Jahr zu Jahr erschwert. Ludwig XV. spürt zwar, dass es dazu kommen musste, aber noch zögert er. Auf jeden Fall war es nicht sein Vizekanzler, der diese Reform hätte durchführen können.
Bereits am 15. August 1765 hatte Bourgeois de Boynes in seinem Tagebuch notiert: „M. de Malesherbes ist überzeugt, dass M. de Maupeou le fils Kanzler sein wird“. Malesherbes irrte sich kaum, und als sein Vater, der alte Lamoignon, sich 1768 endlich dazu entschloss, dem König seinen Rücktritt einzureichen, ernannte dieser den Vizekanzler zum Kanzler von Frankreich (15. September 1768) – und zog sich am Tag darauf wieder zurück: nach einem offensichtlich im Voraus festgelegten Szenario, behielt er sein Amt nur 24 Stunden lang inne, Zeit genug, um den Titel und die Ehren zu behalten. Am nächsten Tag übergab er es gleichzeitig mit den Siegeln an seinen Sohn René Nicolas.
Im Alter von 80 Jahren war seine Karriere endgültig vorbei. Er lebte jedoch noch lange genug, um den Erfolg und den Sturz (1774 als Siegelbewahrer) seines Sohnes mitzuerleben, und starb im Alter von 86 Jahren am 4. April 1775 in Paris.

### Ehe und Nachkommen
René Charles de Maupeou heiratet am 11. Mai 1712 in Montpellier Anne Victoire de Lamoignon (* 5. September 1696; † 10. März 1767 in Versailles), die Tochter von Urbain Guillaume de Lamoignon, Comte de Courson, Staatsrat, und Marie Françoise Méliand, und Großcousine von René Charles Gegner Lamoignon de Blancmesnil. Aus dieser Ehe stammen:
- René-Nicolas-Charles-Augustin de Maupeou (* 25. Februar 1714 in Montpellier; † 29. Juli 1792 in Le Thuit), Marquis de La Mothe-Chandeniers, Vicomte de Bruyères, Seigneur des Marquisats de Morangles, Bully, Roncherolles, Montigny, Muids, 1768–1790 Kanzler und 1768–1774 Siegelbewahrer von Frankreich; ⚭ 21. Januar 1744 Anne-Marguerite Thérèse de Roncherolles, Marquis de Roncherolles et de Bully (* 7. Januar 1725; † 21. April 1752), Tochter von Charles-Michel François Thomas-Sibylle de Roncherolles, Marquis de Roncherolles et de Bully, und Angélique-Marguerite de Jassaud
- Anne Madeleine Adélaïde de Maupeou (* 23. Januar 1715 in Paris; † 28. Januar 1734 ebenda); ⚭ Paris, Pfarre Saint-Paul, 22. November 1731 François Louis de Louet de Murat, Comte de Nogaret, Marquis de Calvisson
- Louis Charles Alexandre de Maupeou (* 9. April 1716; † 2. Januar 1800 Bremen) genannt Marquis de Maupeou, Seigneur des Marquisat de Montigny et des Mesnuls, Lieutenant-général des Armées du Roi, Chevalier de Saint-Louis; ⚭ Paris, Pfarre Saint Sulpice, 18. März 1790, Élisabeth Renée de Maupeou († Paris 2. Januar 1809), Comtesse du Chapitre noble de Lons-le-Saunier, Tochter von René-Théophile II. de Maupeou und Marie-Julie de Cacqueray de Maucomble